# Tom McBreen
Tom McBreen (n. 31 august 1952, Spokane, Washington, SUA) este un înotător american, medaliat olimpic. A participat la o ediție a Jocurilor Olimpice (1972) în care a câștigat o medalie de aur și o medalie de bronz.